# Sinaptička vezikula
U neuronima, sinaptičke vezikule (ii neurotransmiterske vezikule) služe za skladištenje raznih neurotransmitera koji se oslobađaju u sinapsi. Oslobađanje je regulisano naponom-kontrolisanim kalcijumskim kanalima. Vezikule su esencijalne za propagaciju nervnih impulsa između neurona i ćelije ih konstantno ponovno formiraju. Oblast aksona koja sadrži grupe vezikula je aksonski terminal ili buton. Do 130 vezikula se može osloboditi po butonu tokom desetominutne stimulacije na 0.2 Hz. U regionu V1 ljudskog mozga sinaptičke vezikule imaju prosečni prečnik od 39,5 nanometera sa standardnom devijacijom od 5,1 nanometara.

## Spoljašnje veze
- Synaptic Vesicles - Cell Centered Database